# Staples (Teksas)
Staples je grad u američkoj saveznoj državi Teksas. Prema popisu stanovništva iz 2010. u njemu je živjelo 267 stanovnika.